# Olegario Vázquez Raña
Pour les articles homonymes, voir Vázquez et Raña.
Olegario Vázquez Raña (né le 10 décembre 1935 à Ribadavia (Galice) et mort le 28 mars 2025 à Mexico) est un homme d'affaires et un dirigeant sportif mexicain, propriétaire de plusieurs entreprises, président et actionnaire principal du Grupo Empresarial Ángeles.
Il préside la Fédération internationale de tir sportif de 1980 à 2018. Il est membre du Comité international olympique (CIO) de 1995 à 2016, puis membre honoraire.

## Biographie
Olegario Vázquez Raña est le frère de Mario Vázquez Raña.
Il a été membre de l'équipe de tir du Mexique à tous les Jeux olympiques de 1964 à 1976. Olegario Vázques Raña a étudié la gestion d'entreprise et est ensuite devenu entrepreneur et directeur de plusieurs entreprises, notamment le Grupo Empresarial Angeles, le Grupo Financiero Multivalores et le Grupo Imagen. Olegario Vázquez Raña a été nommé président d'honneur à vie de la Fédération mexicaine de tir à partir de 1992. Il a été vice-président de la Confédération mexicaine des sports de 1983 à 1992, membre du Comité olympique mexicain à partir de 1969, et a longtemps présidé la Fédération internationale de tir sportif (depuis 1980). En 1979, il a été nommé président de la Confédération de tir des Amériques, poste qu'il a occupé jusqu'en 2010, date à laquelle il a été nommé président d'honneur. 